# Alastair King
Alastair King (1967) è un compositore britannico.

## Lavori

### Colonne sonore (parziale)

#### Cinema
Galline in fuga (Chicken Run) (Peter Lord]), (Nick Park) (2000)

Shrek (Andrew Adamson), (Vicky Jenson) (2001)

Harry_Potter e l'Ordine della Fenice (Harry Potter and the Order of the Phoenix) (David Yates) (2007)

Harry Potter e il principe mezzosangue (Harry Potter and the Half-Blood Prince) (David Yates) (2009)

Minuscule - La valle delle formiche perdute (Minuscule - La vallée des fourmis perdues) (Thomas Szabo), (Hélène Giraud) 2014